# 페르시아 전역
페르시아 전역 또는 이란 침공(페르시아어: اشغال ایران در جنگ جهانی اول)은 1914년 12월부터 1918년 10월 30일 무드로스 휴전 협정까지 중립국인 카자르 제국의 여러 지역에서 오스만 제국, 대영 제국, 러시아 제국 사이에 일어난 일련의 군사 분쟁으로, 중동 전구 (제1차 세계 대전)의 일부였다. 이 전투에는 이란에서 협상국 및 오스만군과 싸운 지역 페르시아 부대도 참여했다. 이 분쟁은 페르시아에 파괴적인 경험을 안겨주었다. 오스만 정권의 아르메니아인 집단학살과 영국과 러시아의 행동으로 인한 페르시아 기근 (1917년-1919년)으로 인해 2백만 명이 넘는 페르시아 민간인이 사망했다. 제1차 세계 대전 중 및 직후 카자르 정부가 국가 주권을 유지하지 못함으로써 1921년 쿠데타가 발생하여 레자 샤 팔라비가 팔라비 왕조를 수립하게 되었다.

## 배경
페르시아는 제1차 세계 대전 발발 시 중립을 선언했다. 그럼에도 불구하고, 이 나라는 전쟁 전 연합국과 동맹국 간의 경쟁으로 인해 빠르게 영향을 받았다. 페르시아에 대한 외국의 이해관계는 주로 영국령 인도, 러시아 제국, 아프가니스탄 토후국 및 오스만 제국 사이에 위치한 전략적 위치와 1908년 5월 26일 처음 발견된 석유 매장량에 기반을 두었다. 영국-러시아 조약 (1907년)에서 러시아와 영국 정부는 페르시아를 세 지역으로 나누기로 합의했는데, 러시아는 이전에 정복한 남캅카스 지역에 인접한 북페르시아를 주장했고, 영국은 영국령 인도와 접경한 남쪽을 주장했다(세 번째 지역은 완충 지대로 남겨졌다). 1907년 조약은 러시아와 영국 간의 수십 년간 지속된 그레이트 게임을 마무리했다. 이 조약은 독일 제국의 지역 확장이 진행 중이던 시기에 체결되었으며, 독일의 지역적 영향력 증대와 미래의 지역 확장 가능성에 대한 균형추를 제공함으로써 러시아와 영국 모두에게 도움이 되었다.
독일 제국은 제1차 세계 대전 전야에 동양 정보국을 설립하여 영국령 인도와 페르시아 및 이집트 위성국가들에서 전복적이고 민족주의적인 선동을 촉진하고 유지하는 데 전념했다. 이 국은 영국-러시아 협상을 해체하기 위한 페르시아 및 아프가니스탄에 대한 정보 및 전복 임무에 관여했다. 페르시아에서의 작전은 빌헬름 바스무스가 이끌었다. 독일은 페르시아를 영국과 러시아의 영향력에서 해방시키고 러시아와 영국 사이에 더 큰 쐐기를 박아 궁극적으로 현지 조직된 군대가 영국령 인도를 침공하는 것을 목표로 했다.
오스만 제국의 군사 전략 목표는 카스피해 주변의 탄화수소 자원에 대한 러시아의 접근을 차단하는 것이었다. 독일과 동맹을 맺은 오스만 제국은 이 지역에서 협상국의 영향력을 약화시키고자 했지만, 그 이유는 매우 달랐다. 오스만 전쟁부 장관인 엔베르 파샤는 만약 러시아가 페르시아의 주요 도시에서 패배한다면 아제르바이잔, 중앙아시아, 인도에 이르는 길이 열릴 수 있다고 주장했다. 엔베르 파샤는 이 새로이 형성되는 민족주의 국가들이 유럽의 영향력에서 벗어난다면 광범위한 협력이 가능할 것이라고 구상했다. 이것이 그의 범투르크주의 프로젝트였다. 그의 정치적 입장은 어떤 유럽 식민 열강도 세계 대전의 압력을 견디고 아시아 식민지에서 직접 통치를 유지할 자원을 가지고 있지 않다는 가정에 기반을 두었다. 비록 제1차 세계 대전과 전간기 동안 이 지역 전체의 민족주의 운동이 아시아의 거의 모든 유럽 식민지에서 정치적 격변을 가져왔지만, 엔베르의 야망 규모의 탈식민화는 결코 달성되지 않았다. 그러나 엔베르 파샤는 승전 협상국에 의해 오스만 제국의 분할이 이루어진 후에도 1922년 8월 4일 사망할 때까지 그의 야망을 계속 추구했다.
1914년, 전쟁 이전에 영국 정부는 앵글로-페르시아 석유 회사와 영국 왕립 해군에 석유를 공급하기 위한 계약을 체결했다. 앵글로-페르시아 석유 회사는 엔베르의 프로젝트가 제안한 경로에 있었다. 영국은 페르시아 제국 전체에서 아제르바이잔, 길란, 마잔다란, 아스타라바드, 호라산의 북부 주를 제외하고 석유 매장지를 개발할 독점권을 가지고 있었다.

## 병력
페르시아군은 하나의 단일 부대가 아니라 특정 지역을 중심으로 구성되었다. 각 지역은 자체 대대를 제공했으며, 각 주에는 여러 대대가 있었다. 각 지역은 부족 구성에 따라 하나 또는 때로는 두 개의 대대를 보통 자체 추장 지휘 아래 제공했다. 대대의 병력은 600명에서 800명 사이였다. 이들은 4문에서 8문의 포를 가진 포병 대대를 보유했다. 불규칙 병력은 각 지역당 약 50,000명에 달했으며, 부족 기마병과 불확실한 수의 보병으로 구성되었고, 모두 무기가 빈약했다. 대대를 통제하는 추장들이 편을 바꾸는 것은 드문 일이 아니었다. 이러한 병력 중 일부는 카슈카이족, 탕게스탄족, 라레스탄족, 함세족이었다. 페르시아 중앙 정부는 또한 스웨덴 장교들이 지휘하고 약 6,000명의 병력으로 구성된 페르시아 중앙정부 헌병대를 보유했다. 6,000명 중 2,000명만이 기마병이었다. 이들은 각각 9개 대대로 구성된 6개 연대였으며, 무기에는 마우저, 12정의 기관총, 4문의 산포가 포함되었다. 페르시아군은 테헤란, 카즈빈(가즈빈), 하마단에 분산 배치되어 약 930마일로 추정되는 국내 주요 도로를 페르시아의 통제 아래 두는 것을 목표로 했다.
1914년, 엔베르 파샤는 1차 원정군 (12월 11일) 사령관 카짐 베이 중령과 5차 원정군 (12월 25일) 사령관 할릴 베이 중령에게 "귀관의 임무는 사단과 함께 페르시아로 이동하여 타브리즈를 거쳐 다게스탄으로 진격, 그곳에서 전면적인 반란을 일으켜 러시아군을 카스피해 연안에서 격퇴하는 것이다"라고 명령했다.
독일군의 작전은 빌헬름 바스무스와 카니츠 백작이 수행했다. 독일의 로런스로 알려진 바스무스는 사막을 사랑하고 사막 부족민의 길고 흐르는 옷을 입었던 페르시아 주재 독일 영사관 관리였다. 그는 콘스탄티노플의 상사들을 설득하여 페르시아 부족민들을 이끌고 영국에 대항하는 반란을 일으킬 수 있다고 믿게 했다.
1914년, 영국령 인도 육군은 남부 영향력 지역에 여러 부대를 배치했다. 그 장교들은 수십 년간 북서 변경주에서 부족 군대와 싸운 경험이 있었다. 1917년 말, 라이오넬 던스터빌 소장이 이끄는 영국군이 창설되었다. 그는 1918년 1월 18일 바그다드에 도착하여 지휘를 맡았다. 던스터빌의 영국군은 결국 약 1,000명에 달했다. 이들은 야전 포병대, 기관총 부대, 장갑차 3대, 그리고 비행기 2대의 지원을 받았다. 이동식 야전병원, 참모 장교, 본부 요원 등을 포함하면 총 병력은 약 1,300명이었을 것이다. 던스터빌은 "메소포타미아를 거쳐 페르시아를 통해 안잘리 항구로 이동한 다음, 선박을 타고 바쿠로 가서 계속 이동하라"는 명령을 받았다. 1916년 영국 정부는 페르시아에서 자국의 이익을 보호하기 위해 남페르시아 라이플병을 창설했다.
러시아는 오래전부터 이 지역에 병력을 주둔시켰다. 페르시아 코사크 여단과 토마스 나자르베키안 아르메니아 장군 휘하의 소규모 러시아 캅카스군 병력이 그곳에 주둔했다. 코사크 여단은 8개 대대, 소규모 보병 대대, 6문의 크루프 포를 가진 기마 포병대 등으로 구성되었으며, 총 병력은 2,000명을 넘지 않았다. 이 병력 외에 1912년 러시아는 타브리즈에 러시아 장교 휘하의 유사한 코사크 여단 창설에 대한 페르시아 정부의 공식 동의를 얻었다. 정부의 동의는 대전 발발 시 러시아가 철수하지 않았던 이란령 아제르바이잔의 러시아군 철수를 조건으로 이루어졌다. 러시아는 또한 안드라니크 오자니안 지휘 하의 아르메니아 의용대 분견대 하나를 이 지역으로 이동시켰다.

전역에 참여한 군대
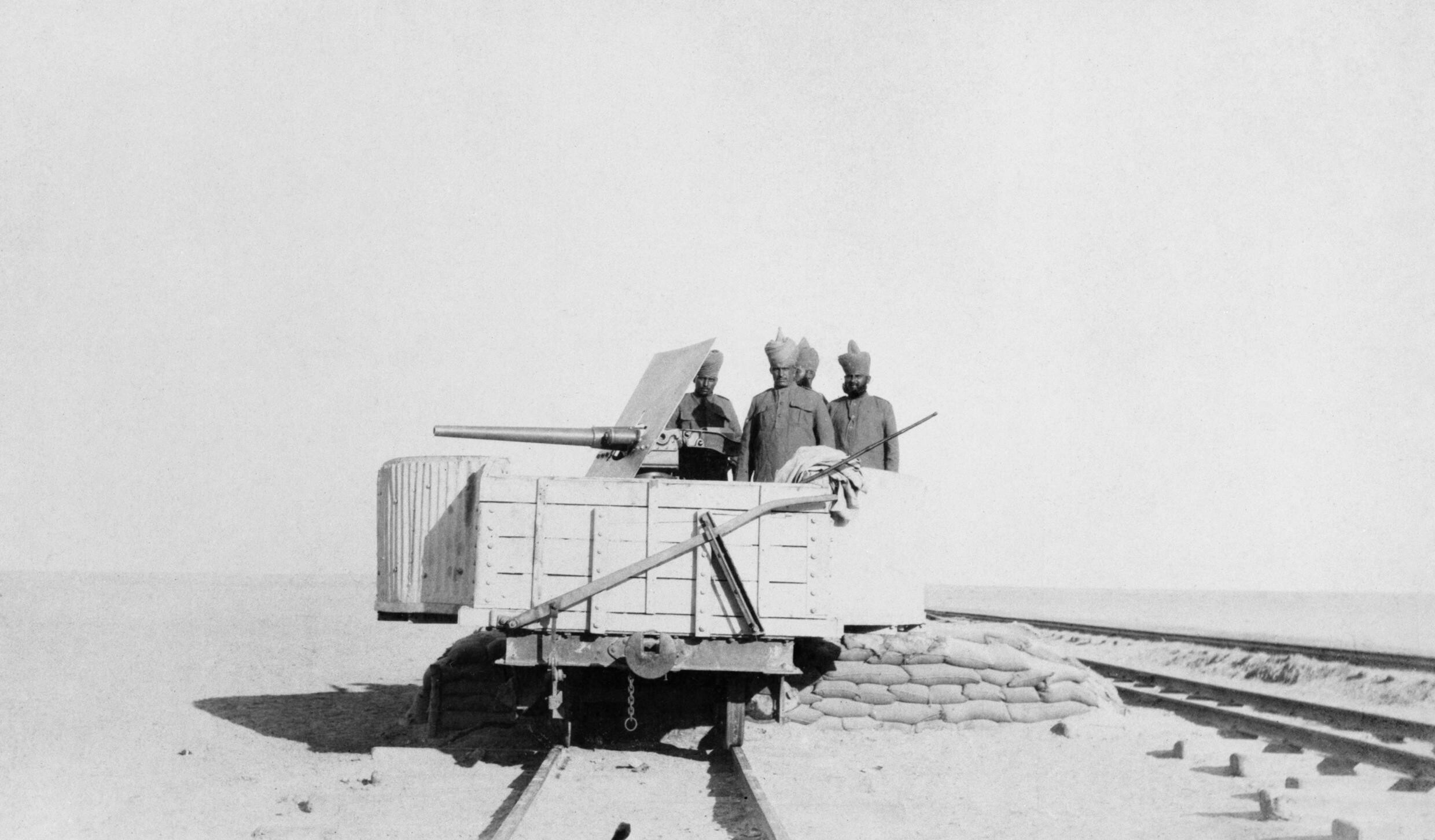
메소포타미아의 영국령 인도 육군
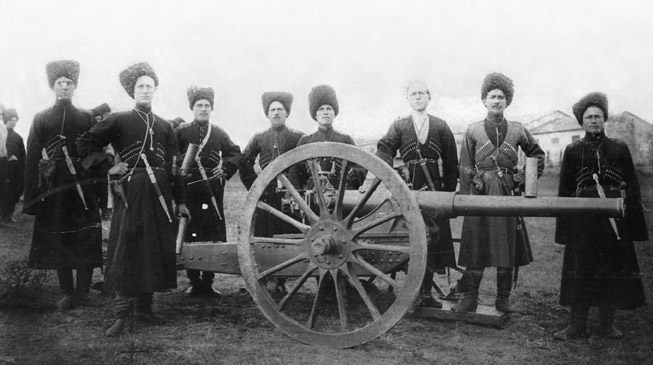
니콜라이 바라토프가 지휘하는 테레크 코사크 병사들 러시아 캅카스군 소속
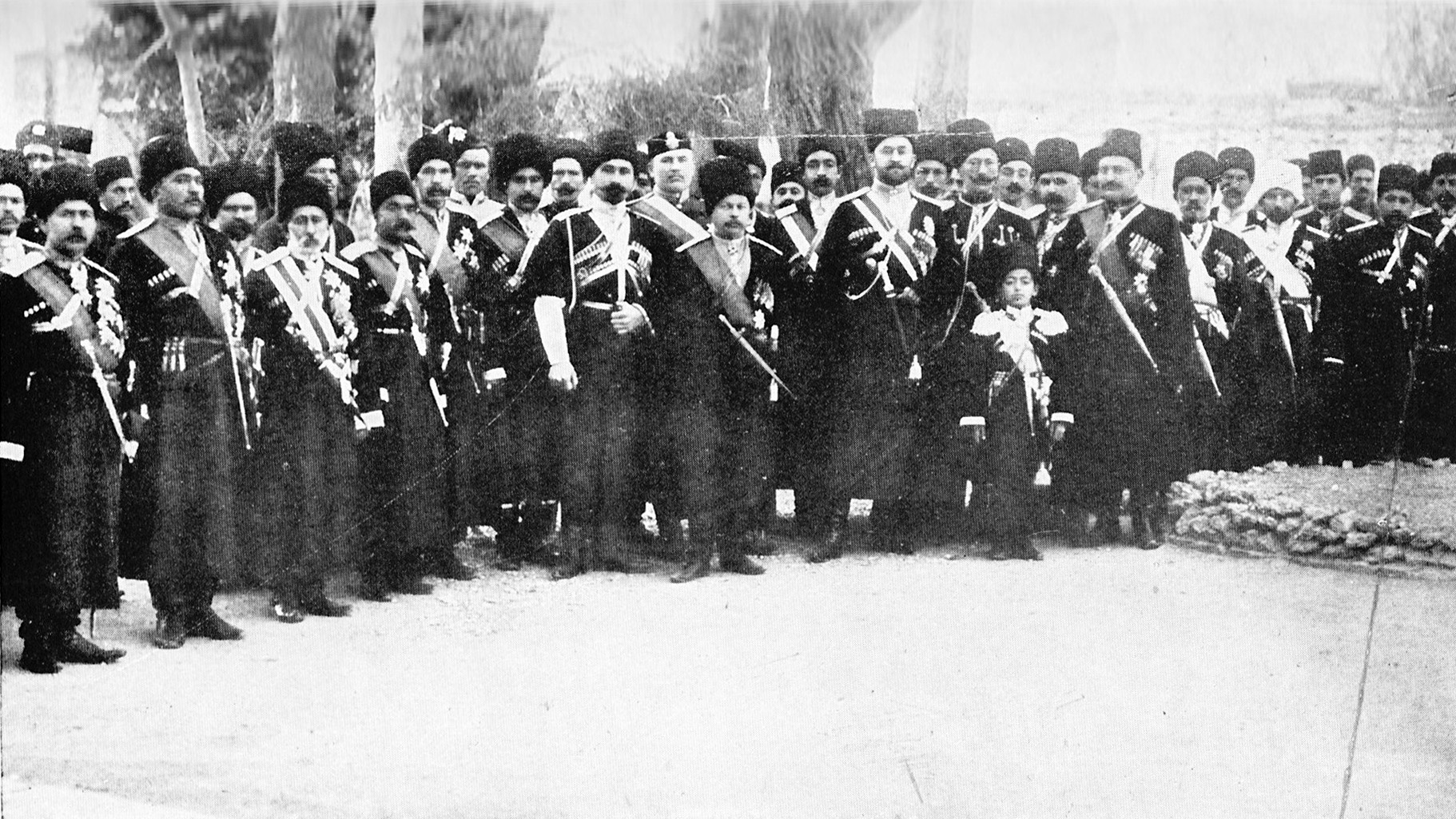
페르시아 코사크 여단
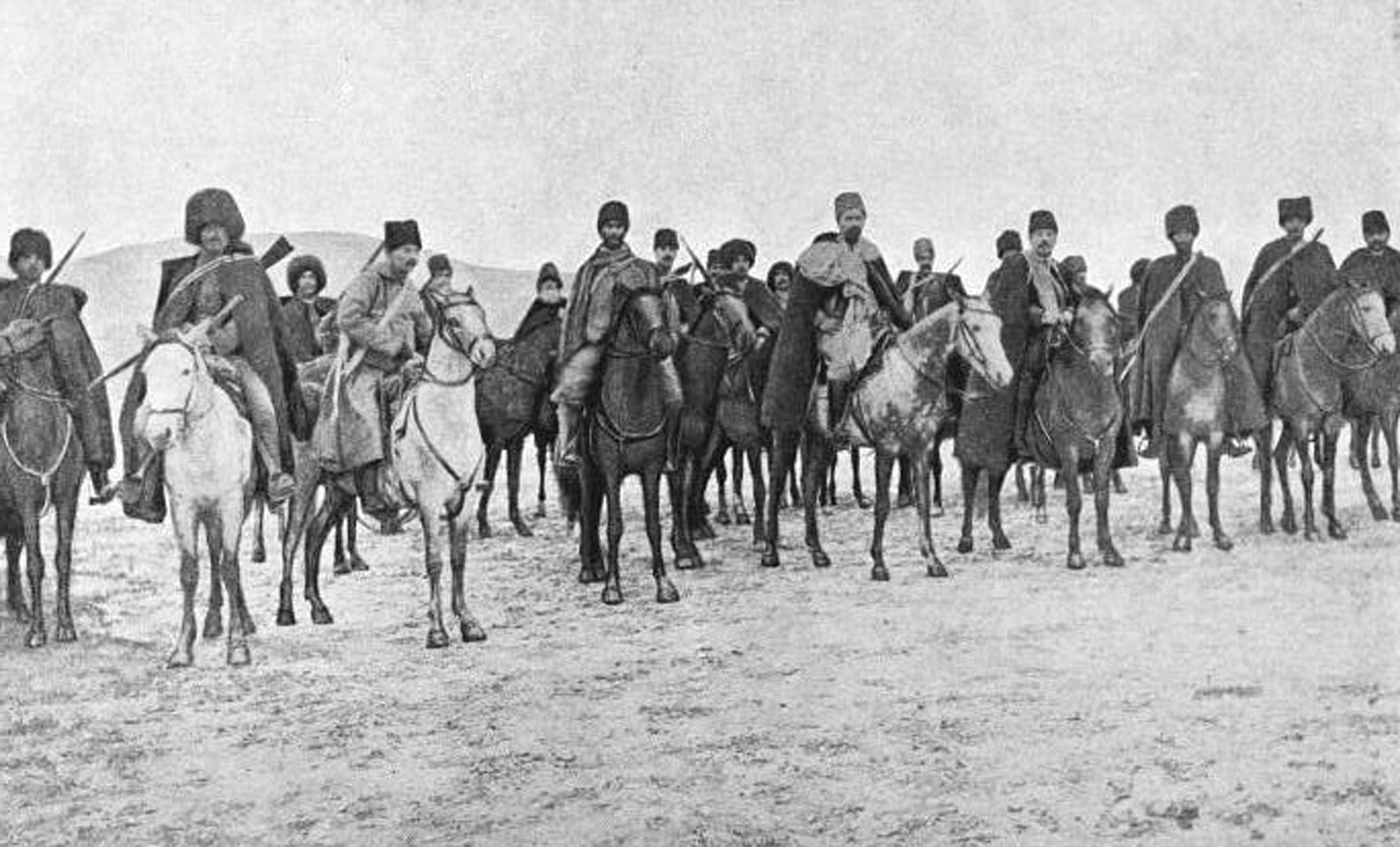
1914년, 아르메니아 의용대 참모
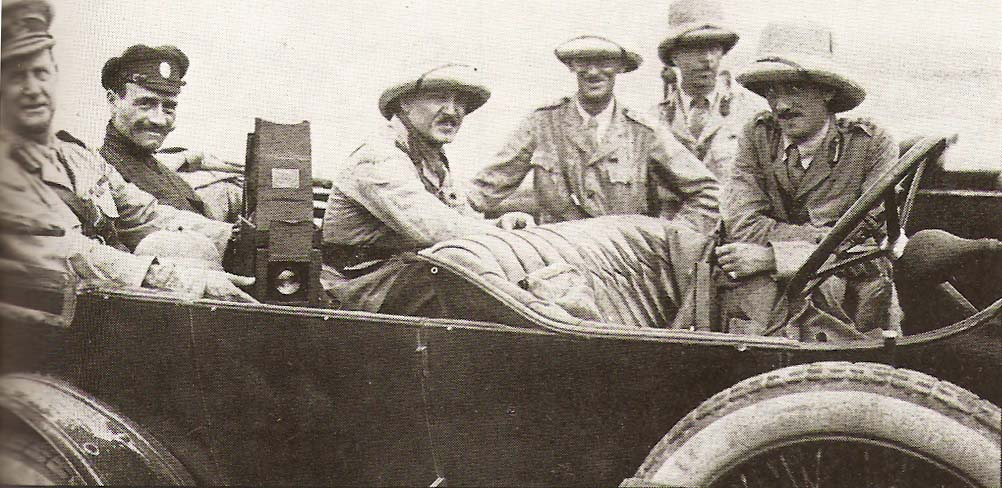
던스터빌과 던스터포스 참모진
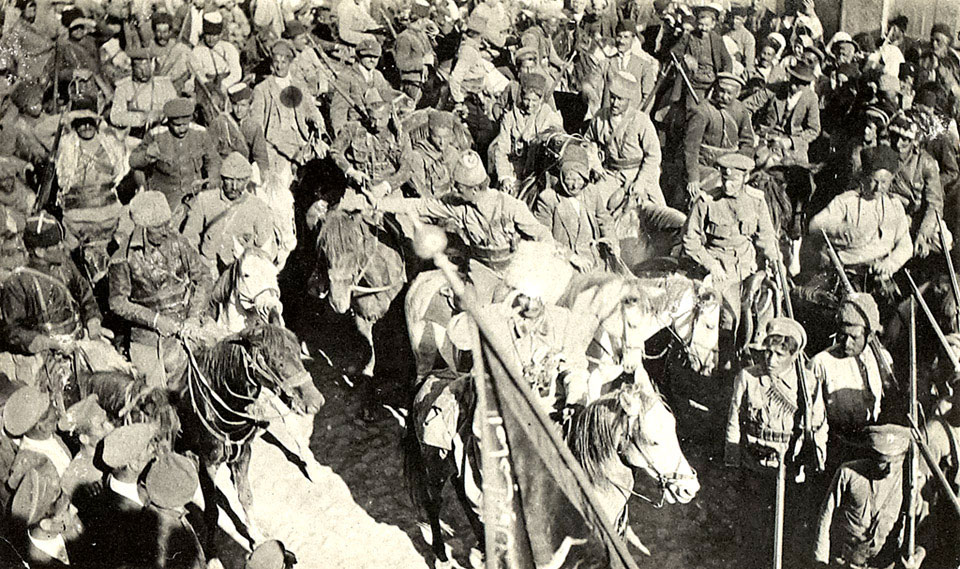
아시리아 장군 아가 페트로스가 터키 병사들과 그들의 깃발을 나포한 후 부하들에게 경례하는 모습

## 전투 지역
전투는 북부 이란령 아제르바이잔에서 벌어졌으며, 동아제르바이잔주, 서아제르바이잔주, 아르다빌주를 포함하고 타브리즈, 우르미아, 아르다빌, 마라게, 마란드, 마하바드, 코이 등의 도시가 포함되었다.

## 작전

### 서론
중앙 페르시아 정부는 전쟁 전에도 질서 확립에 어려움을 겪었다. 한 해 동안, 남페르시아에서 가장 강력한 카슈카이족은 총독에게 불복하고 파르스주를 약탈했으며, 보예르 아흐마디족도 그러했다. 함세족은 케르만주의 카라반 경로를 약탈했고, 다른 부족들도 파르스주, 야즈드주, 케르만주를 수시로 약탈했다. 정부 통제하의 헌병대는 비록 완전히는 아니지만 점차적으로 자리를 잡고 여러 부족민과 교전했다. 당국은 전쟁 발발 시 점령하고 있던 도로를 따라 초소를 건설했다.
러시아는 북페르시아에 병력을 유지했다. 러시아군은 페르시아에 거주하는 아르메니아인과 아시리아인 기독교인의 상황에 대한 안보상의 이유로 여러 도시를 점령했다. 타브리즈는 1909년에, 우르미아와 호이는 1910년에 점령되었다. 이러한 조치는 러시아가 페르시아를 통제할 뿐만 아니라, 줄파의 철도 종점에서 호이를 거쳐 오스만 제국의 반주에 이르는 도로를 확보할 수 있게 해주었다.
1914년 7월 28일, 제1차 세계 대전이 시작되었다. 처음에는 오스만 제국이 심각한 행동을 취하지 않았다. 그러나 러시아-오스만 갈등이 시작되기 전부터 이 지역의 안보 상황은 악화되기 시작했다. 국경을 따라 소란이 시작되었다. 쿠르드 부족민들에 의해 우르미아에 대한 눈에 띄는 공격이 있었다. 거의 동시에 러시아는 우르미아, 타브리즈, 호이의 오스만 영사관을 폐쇄하고 우르미아 근처 마을에서 쿠르드인과 다른 수니 무슬림을 추방했다. 동시에 일부 아르메니아인과 아시리아인 기독교인들에게 무기가 주어졌다. 러시아 당국은 페르시아와 반주에서 자신들과 편을 들었던 일부 쿠르드 부족민들에게 24,000정의 소총을 배포했다. 러시아-오스만 갈등은 1914년 11월 2일 베르그만 공세로 시작되었다.

### 1914년
1914년 12월, 미슐라옙스키 장군은 사리카미스 전투가 한창이던 시기에 페르시아에서 철수 명령을 내렸다. 아르메니아 장군 나자르베코프 지휘 하의 러시아군 여단 하나와 살마스트와 우르미아에 흩어져 있던 아르메니아 의용군 대대 하나만이 남았다. 접촉은 북페르시아 국경에서의 소규모 교전에 불과했다. 러시아 기병 부대의 주둔으로 그들은 조용했다. 엔베르(누구?)는 콘스탄티노플에서 징집된 부대 [1개 사단]을 편성했다 [12월 25일]. 이 부대는 할릴 베이의 지휘 하에 주어졌다. 할릴 베이의 부대가 작전을 준비하는 동안, 소규모 집단이 이미 페르시아 국경을 넘었다. 러시아의 반 공세를 격퇴한 후, 경무장한 준군사 조직인 반 헌병 사단 [페리드 소령 지휘]은 적을 페르시아로 추격했다.
1914년 12월 14일, 반 헌병 사단은 코투르 시를 점령했다. 이후 코이로 진격했다. 이곳은 코투르에 설치된 교두보에서 타브리즈로 이동할 카짐 베이 (5차 원정군)와 할릴 베이 부대 (1차 원정군)를 위해 통로를 열어두어야 했다. 그러나 사리카미스 전투로 오스만군은 병력을 소진했고, 페르시아에 배치될 이 병력은 다른 곳에 필요했다. 1월 10일, 페르시아로 향하던 5차 원정군은 북쪽의 제3군으로 우회되었고, 곧이어 1차 원정군도 뒤따랐다.

### 1915년
1915년, 빌헬름 바스무스는 지역 족장들과 협의하고 봉기를 촉구하는 팸플릿을 배포했다. 그는 지역 족장에게 체포되어 영국군에게 넘겨졌으나, 탈출에 성공했다. 그는 오스만군이 케르만샤와 하마단으로 진격하는 것과 연계하여 페르시아 정부의 친독일 인사들을 통해 봉기를 선동하기를 희망했다.
1915년 1월 4일, 탈라트 파샤의 특별 임무로 페르시아에 파견된 오메르 나지 베이(Omer Naci Bey)가 이끄는 자원병 분대가 우르미아 시를 점령했다. 일주일 후, 오메르 페브지 베이(Omer Fevzi Bey)가 지휘하는 "모술 그룹"은 러시아 지도부를 완전히 기습하여 큰 저항 없이 타브리즈에 입성했다. 아람(Aram)은 할릴 베이(Khalil Bey)라고 언급했지만, 오메르 페브지는 (우월한) 병력으로 우르미아 시를 몇 시간 만에 점령하고 살마스트로 진격했다. 1914년 말, 할릴로 알려진 오메르 페브지는 거의 천 명의 러시아군 포로를 잡았다. 1915년 1월 26-28일, 수피안(Sufian) 지역에서 체르노주보프(Chernozubov) 장군은 짧은 교전을 벌였다. 러시아는 강력한 병력을 보내 도시를 탈환하는 데 성공했다. 1월 30일, 체르노주보프는 타브리즈에 입성했다.
1915년 2월 3일, 나자르베코프 장군은 반격에 나섰다. 이번에는 반 헌병 사단이 방어선을 지키는 데 성공했다.
3월 초, 나자르베코프는 7개 대대 규모의 더 강력한 병력으로 공격했다. 3월 7일, 반 헌병 사단은 딜만을 비우고 철수하기 시작하여 사흘 후 코투르에 도달하여 진지를 구축했다.

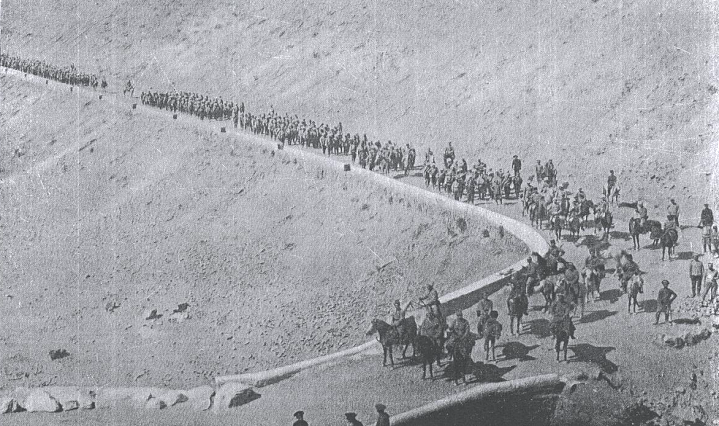
안드라니크 휘하 아르메니아 의용군 1대대

1915년 4월, 할릴 베이 지휘하의 1차 원정군이 북페르시아를 향해 진격했다. 목표는 딜만 시였으며, 캅카스 전역에서 중요한 전술적 이점을 제공할 나자르베코프의 병력으로부터 이 지역을 청소하는 것이었다. 딜만은 아르메니아인과 튀르키예인 사이의 가장 치열한 전투 중 하나가 벌어진 곳이었다. 안드라니크가 지휘하는 아르메니아 의용군 1대대는 러시아군 체르노주보프가 도착할 때까지 할릴 베이의 공격을 격퇴했다. 새로 도착한 캅카스 러시아군은 할릴 베이를 도주시키는 데 성공했다. 4월 14일의 형편없이 실행된 야간 기습으로 할릴 베이는 약 2,000명의 사상자를 냈다. 그는 사흘 동안 3,600명의 병사를 잃었다. 나자르베코프 장군은 딜만 전투 (1915년 4월 15일) 이후 할릴 파샤 정규군을 바시칼레 방향으로 밀어내어 상황을 안정시켰다. 할릴 베이는 엔베르 파샤로부터 다음 전보를 받고 이 전쟁터를 떠났다: "반은 진정되었다. 비틀리스와 이라크로 가는 길이 위험하다. 더 큰 위협을 피하려면 가능한 한 빨리 철수하여 이 관문을 통제할 제3군에 합류하라."
1915년 5월 8일, 반 포위전에서 12명의 아르메니아 전령 중 한 명이 페르시아에 도착했다. 안드라니크와 함께 1200명의 병력을 이끌고, 체르노로얄 사단장 휘하의 아르메니아 의용군 부대가 바쉬칼레 방향으로 파견되었다. 5월 7일, 그들은 바쉬칼레를 점령했다. 페르시아에서 온 이 부대는 5월 18일 반 시에 도착했다. 그들은 반이 여전히 포위된 상태일 것으로 예상하고 있었지만, 아르메니아인들의 손에 들어와 있는 것을 보고 놀랐다. 유데니치에게 소식이 전해지자, 그는 트루힌 장군 휘하의 트랜스바이칼 코사크 여단을 보냈다. 반이 안전해지자, 전투는 여름 내내 서쪽으로 더 멀리 이동했다.
1915년 7월, 캅카스 전역의 러시아군이 전반적으로 후퇴하면서, 러시아군 한 열이 페르시아 국경까지 후퇴했다. 이 후퇴는 1915년 6월 사건의 결과였다. 유데니치는 무슈와 만지케르트의 오스만군을 제한하기 위한 공격을 계획했다. 그는 베야지트와 이란령 아제르바이잔에서 반으로 우회할 계획을 세웠다. 그러나 캅카스 전역으로의 러시아 진격은 오래가지 못했다. 러시아군은 역공을 당했다. 할릴 베이 지휘하의 11개 정규군 사단이 러시아 캅카스 진격의 중심을 공격했다. 며칠 후, 만지케르트 전투 (7월 16일)와 이후의 카라킬리세 전투로 인해 러시아군은 후퇴했다.
1915년 8월, 영국군이 부셰르를 점령하자 아크가르 휘하의 헌병대는 부라즈잔으로 후퇴했다.

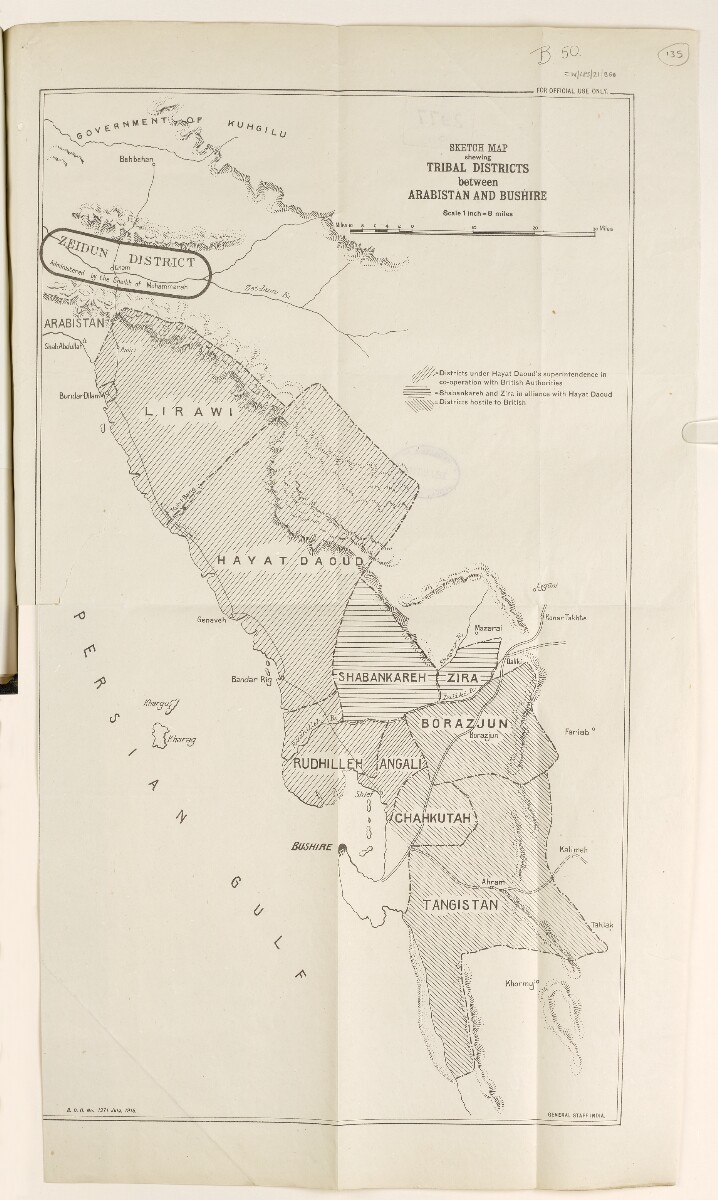
1915년 부셰르 지역의 다양한 지역 부족 지역 및 동맹을 보여주는 정치 지도

1915년 11월, 하마단의 헌병대 사령관 페시안 대령은 무살라 전투에서 친러시아 페르시아 코사크 여단을 공격했다. 페시안의 헌병대는 페르시아 코사크병의 무장을 해제하는 데 성공했으며, 일부는 애국적인 연설 후 그의 병력에 합류하도록 설득되었다. 이 승리 후, 러시아군은 페르시아 헌병대에 진격했고, 로바트-이-카림에서는 모함마드-호세인 자한바니 휘하의 병력과 헤이다르 라티피안 휘하의 민병대가, 하마단-케르만샤 도로에서는 페시안 대령과 아지졸라 자르가미 (fa) 휘하의 병력이 수적으로나 무기에서 우월한 진격하는 러시아 캅카스군에 맞서 하마단을 방어할 수 없었다. 솔타나바드에서는 마수드 카이한 (de) 휘하의 헌병대 병력도 러시아군에게 패배했다. 헌병대는 이후 케르만샤로 후퇴했다. 1915년 11월 10일, 알리 굴리 칸 파시안 휘하의 친동맹국 헌병대는 이브라힘 칸 카밤-울-물크 (fa) 휘하의 친영국 함세 부족 병력을 격파하고 시라즈를 점령했다. 시라즈의 모든 영국 거주자들은 체포되었다. 헌병대는 야즈드와 케르만도 점령했다.
1915년 11월 중순, 캅카스 전역을 지휘하던 유데니치 장군은 이란령 아제르바이잔에 두 개의 부대를 파견했다. 하나는 니콜라이 바라토프 장군 지휘하에 남서쪽으로 하마단과 케르만샤로 진격하여 바그다드로 가는 길을 여는 명령을 받았다. 두 번째 부대는 쿰과 카샨을 경유하여 이스파한으로 진격했다. 러시아 캅카스군의 또 다른 분견대가 테헤란으로 진격했다. 11월 14일, 오스트리아-헝가리 및 독일 공사관은 수도를 떠났다. 그러나 아흐마드 샤 카자르는 도시에 남기로 결정했고, 로이스 공작은 6,000명의 페르시아 헌병대, 약 3,000명의 튀르키예 비정규군, 그리고 일부 불만을 품은 페르시아 부족민 (총 약 15,000명)으로 전략적 지점을 지키기로 했다. 그럼에도 불구하고, 그 달 말까지 테헤란은 러시아 캅카스군과 그들의 동맹인 아르메니아 의용군에게 점령되었다.
1915년 12월, 샤는 피르만 피르마 왕자를 수장으로 하는 새로운 친연합국 내각을 임명하도록 설득되었다. 같은 달 15일, 니콜라이 바라토프의 부대는 하마단을 점령했으며, 큰 저항에 부딪히지 않았다. 1915년 마지막 날, 퍼시 사이크스 경은 준장 임시 계급을 받고, 금전적 유인을 통해 현지 부족민으로부터 남페르시아 라이플병을 구성하는 임무를 맡았다. 이 계획은 남페르시아 대부분 지역에서 독일이 행사하는 강한 영향력에 대응하기 위한 것이었다.

### 1916년

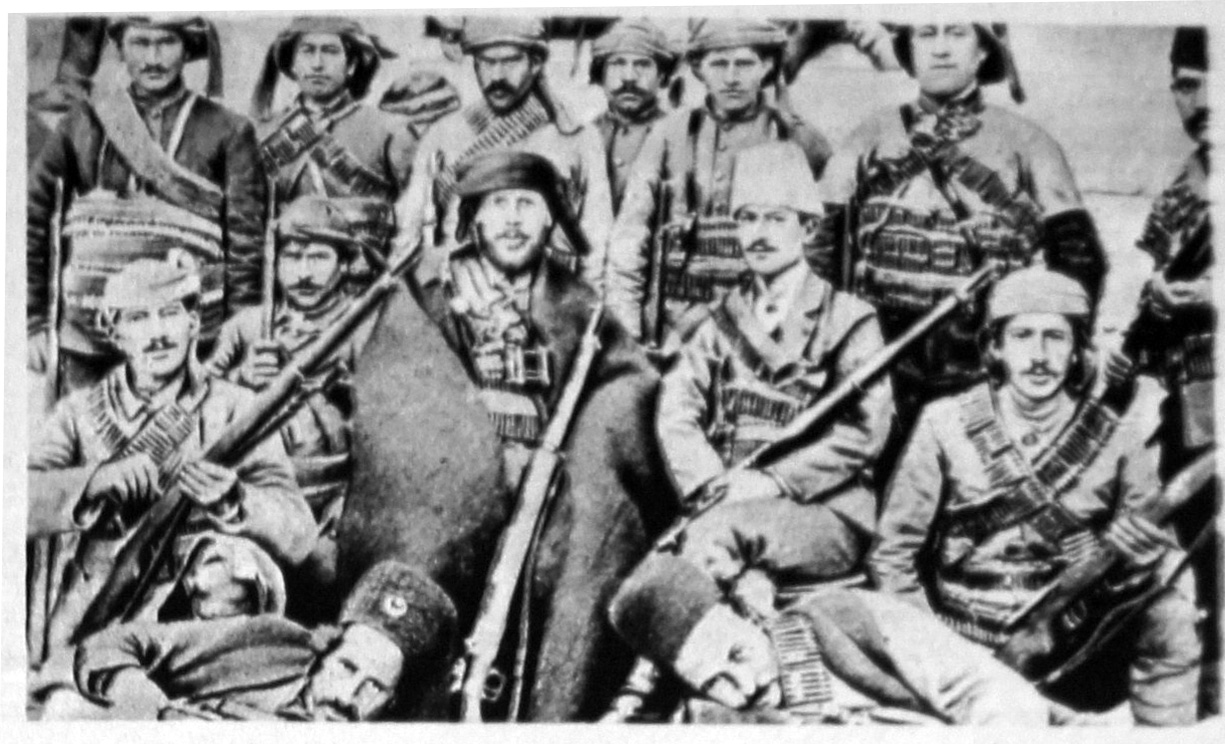
우르미아의 오스만 육군, 1916년

1916년 1월, 바라토프의 병력은 튀르키예군과 페르시아 부족민을 몰아내고 하마단을 점령했다. 그들은 2월 26일 케르만샤를, 3월 12일 카린드를 점령했다. 5월 중순까지 바라토프는 바그다드에서 150마일 떨어진 오스만 국경에 도달했다. 이 부대가 결국 메소포타미아에 주둔한 영국군과 합류할 것으로 예상되었다. 실제로 5월 8일 바라토프의 러시아 사단에서 5명의 장교와 110명의 병사로 구성된 코사크 중대가 남쪽으로 약 180마일을 이동하여 불만을 품은 부족민 지역을 통과하고, 최대 8,000피트 고도의 여러 산길을 넘어 5월 18일 티그리스강의 영국 전선에 도달했다.
1916년 2월 26일, 러시아군이 진격하여 헌병대를 격파했고, 헌병대는 이후 카스르이시린으로 후퇴하여 1916년 5월 러시아군에게 점령될 때까지 그 지역을 지켜냈다. 이번에는 많은 헌병대가 싸움을 포기하고 이스탄불, 모술, 바그다드로 망명했다. 1916년 봄, 이브라힘 칸 카밤-울-물크와 그의 함세 부족민은 알리 굴리 칸 페시안과 굴람 리자 칸 페시안 휘하의 헌병대를 격파했는데, 그들은 서로 총을 쏘아 죽였다. 독일 영사 뢰버와 스웨덴 대위 앙그만을 포함한 다른 헌병들은 체포되어 고문당했다.
1916년 5월 초, 엔베르 파샤의 강력한 주장으로 오스만 제국은 페르시아에 대한 두 번째 침공을 시작했다. 이 작전은 약 25,000명의 병력으로 구성된 XIII 군단이 맡았는데, 독일군은 일부 포병대를 지원하겠다고 약속했으나 이 지원은 결코 이루어지지 않았다. 6월 3일, 러시아군은 한킨 마을에서 6보병사단을 공격하여 포위하려 했다. 그러나 병력이 너무 얇게 분산되어 보병은 저지당했고, 포위하려던 기병은 전멸했다. 오스만군은 러시아군보다 가벼운 사상자를 냈다: 85명 사망, 276명 부상, 68명 실종. 이는 튀르키예군에게 방어선을 강화할 귀중한 시간을 주었다. 6월 8일, 그들은 페르시아 국경을 다시 넘어갔다.
5월 말, 알리 이흐산 베이 대령이 지휘하는 XIII 군단이 바라토프에 대항하여 진격하기 시작했다. 바라토프는 영국군과 오스만군이 서로를 소진시키는 기회를 감지하고, 카나킨을 점령하여 바그다드로 진격하기를 희망했다. 6월 3일, 그는 다시 카나킨을 공격했으나, 이번에는 전세가 바뀌었다. 오스만 XIII 군단은 바라토프의 병력을 성공적으로 격퇴하고 반격을 시작했다. 알리 이흐산 베이는 7월 2일 케르만샤를, 8월 10일 하마단을 점령했다. 병력의 절반을 잃은 바라토프는 북쪽으로 후퇴할 수밖에 없었고, 술탄 불라크 산맥에서 멈췄다. 1916년 8월, 헌병대는 케르만샤로 돌아왔다.
| IRA-M1-German Treasury-12 Kran 10 Shahi on 5 Mark (1916-1917).jpg                                                                                    |
| IRA-M2-German Treasury-25 Kran on 10 Mark (1916-1917).jpg                                                                                            |
| 붉은색 페르시아어 통화 (5 및 10 마르크, 1904/06년) 12 크란 10 샤히 및 각각 25 크란(1916–17년). 이란에서 제1차 세계 대전 독일군이 발행한 토만의 일부. |

1916년 6월 12일, 남페르시아에 대한 영국군의 진격(퍼시 사이크스 경 지휘)은 케르만에 도달했다. 이곳에서 그는 1917년 6월 새로운 페르시아 정부와 함께 철수할 때까지 오스만 제국에 대한 러시아군의 작전을 지원했다.
1916년, 체르노주보프 장군은 러시아-아시리아인 합동 군사 원정대를 하카리로 파견했다. 원정대 내의 부대는 동방교회 총대주교의 동생 다위드, 상부 티야리의 말카 이스마일, 지루 말리크의 안드레우스가 이끌었다.
1916년 12월, 바라토프는 페르시아군과 오스만군을 소탕하기 위해 쿰스와 하마단으로 이동하기 시작했다. 두 도시는 같은 달에 함락되었다.
1916년 12월 말, 페르시아 헌병대의 거의 모든 스웨덴 장교들이 스웨덴으로 소환되었다. 약 5명의 장교는 자원하여 복무했다.
카우니츠 백작은 흔적도 없이 사라졌는데, 스스로 목숨을 끊었거나 환멸을 느낀 쿠데타 가담자들에게 암살되었을 것이다. 성급한 쿠데타는 아흐마드 샤 카자르가 러시아 공사관으로 피신하고, 11월에 반다르에 파흘라비에 상륙한 바라토프 휘하의 상당한 러시아군이 테헤란에 도착하면서 테헤란에서 진압되었다. 마즐리스의 친독일 쿠데타 가담자들은 전투 없이 케르만샤와 곰으로 도주했다.

### 1917년
1917년, 아시리아 동방교회 총대주교 마르 비냐민은 군사 지도자 아가 페트로스와 함께 러시아 영사 바실 니키틴의 초청으로 우르미아의 러시아 대사관으로 협상을 위해 방문했다. 니키틴은 아시리아인들에게 전쟁 후 러시아에서 토지를 받을 것이라고 약속했다. 우르미아에 아시리아 무장 부대가 주둔하는 것은 페르시아인들을 자극했는데, 그들은 러시아군이 돌아와 아시리아인들과 연합하여 도시를 장악할까봐 두려워했다.
러시아 혁명으로 인한 혼란은 모든 러시아군의 군사 작전을 중단시켰다. 1917년 1월, 드미트리 파블로비치 로마노프 대공이 바라토프에 합류하기 위해 파견되었고, 그들은 북페르시아의 카즈빈에 기병 군단 본부를 설립했다. 같은 해 4월, 바라토프는 캅카스 기병 군단을 영국 던스터포스와 연결하는 임무를 맡은 롤랜드슨 대령을 만났다. 그러나 다음 달에 바라토프의 병력은 탈영을 겪기 시작했다. 11월까지 상황은 너무나 심각하여 바라토프는 겨우 유효한 연대 하나를 가질 뿐이었고, 많은 코사크병들은 자신들의 스타니사 마을로 돌아갔다.
새로운 정부는 대공을 지휘관에서 해임하고 유데니치 장군을 중앙아시아의 무의미한 직책으로 재배치하여 그가 사임하게 만들었다. 이 무렵 러시아군은 전반적인 해체 과정을 겪었으며, 1917년 나머지 기간 동안 효과적인 군사력이 없었다.
12월 16일, 에르진잔 휴전 협정이 체결되어 오스만 제국과 러시아 남캅카스 특별위원회 간의 적대 행위가 공식적으로 종식되었다. 베를린과 포르테는 러시아/오스만 국경을 따라 있는 주들의 소유권을 놓고 다투기 시작했다. 엔베르 파샤는 러시아와 휴전 조건이 협상될 때 독일이 튀르키예의 이익을 무시했다고 믿었으며, 이에 대한 보복으로 영국에 대항하기 위해 무장 병력을 이 지역으로 파견하여 독일의 이익을 무시했다. 야쿱 셰브키 파샤 지휘하의 새로 창설된 제9군은 제1 캅카스 군단과 제4 군단으로 구성되어 페르시아로 파견되었다. 이 군대의 임무는 "페르시아에서 영국군의 진격을 막고, 영국군이 볼셰비키를 돕는 것을 방지하며, 우르미아 호수와 카스피해 사이의 지역을 보호하고, 필요하다면 제6군과 합류하여 바그다드를 점령하는 작전을 수행하는 것"이었다.
러시아의 붕괴로 반은 연합군으로부터 완전히 고립되었고, 메소포타미아의 영국군은 바그다드를 훨씬 넘어 진격할 의지가 없어 보였다. 반의 아르메니아인들은 스스로 저항할 준비를 했다.

### 1918년

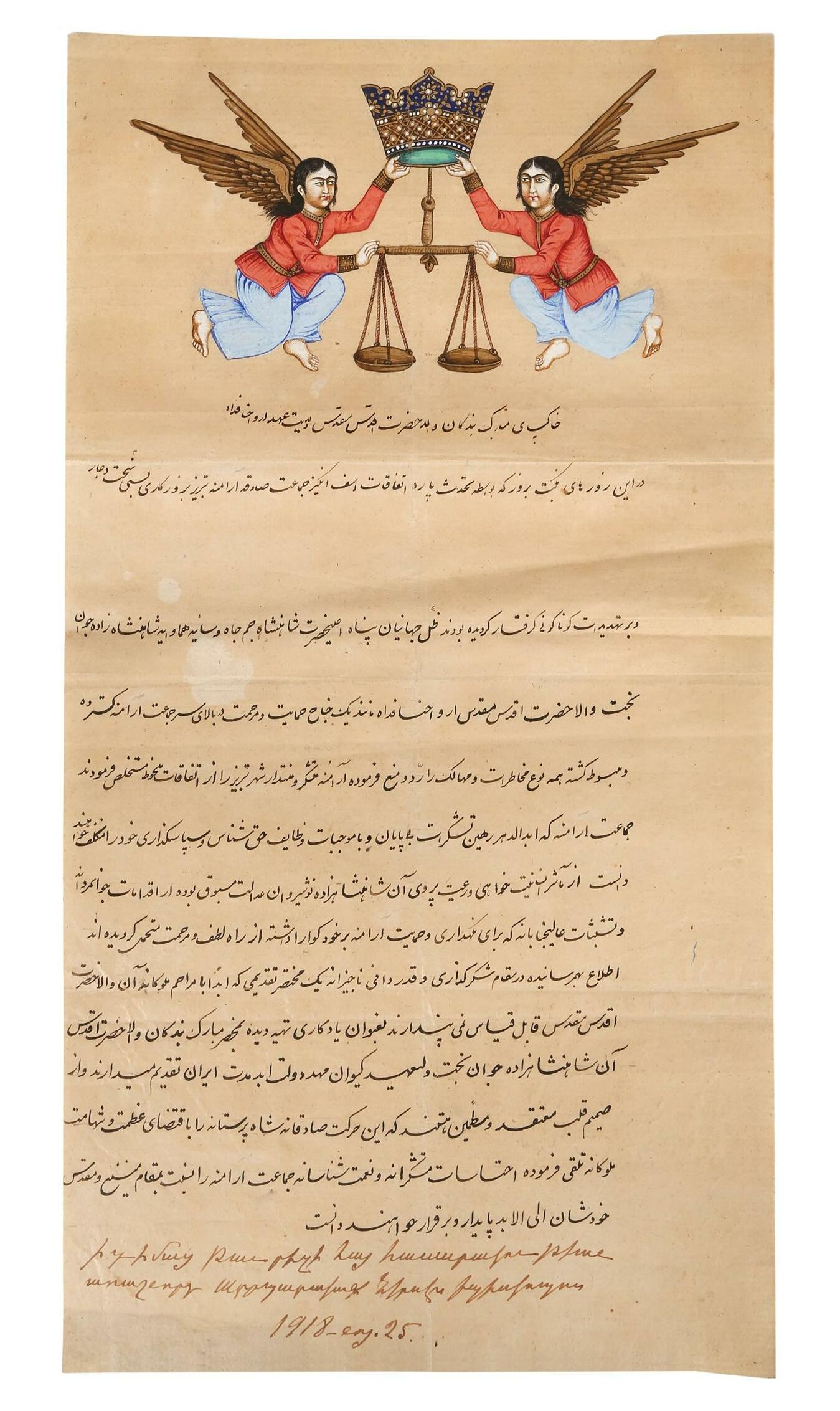
타브리즈의 네르세스 멜리크-탕기안 대주교가 이란령 아제르바이잔의 왕세자이자 총독인 모함마드 하산 미르자에게 보낸 편지, c. 1918년. 편지에서 대주교는 군주정의 후원에 감사하며, 오스만 튀르키예에서 막 시작된 아르메니아인 집단학살과 오스만군의 이란 영토 침공에 비추어 왕세자에게 지원과 보호를 간청하고 있다.

1918년 동안 영국은 아르메니아인들이 버티도록 독려했으며, 장교와 부사관들이 라이오넬 던스터빌 지휘하에 바그다드에서 그들을 조직했다. 이 "던스터포스"의 군사적 목표는 페르시아를 통해 캅카스에 도달하고, 그곳에서 아르메니아인들과 캅카스 내 다른 친연합군 요원들로부터 군대를 모집하고 조직하는 것이었다.
1918년 2월, 캅카스 기병 군단은 바라토프, 라스토츠킨 장군, 비체라코프 대령, 메덴 남작 대령, 그리고 약 1000명의 충성스러운 쿠반 코사크 및 테레크 코사크로 구성되어 있었다. 러시아 정부의 평화 협정에도 불구하고, 바라토프와 그의 부하들은 제1차 세계 대전이 끝난 후까지 영국군이 페르시아에 남아 있는 동안 오스만군에 맞서 영국군을 도왔다.
1918년 3월 3일, 재상 탈라트 파샤는 러시아 소비에트 연방 사회주의 공화국과 브레스트-리토프스크 조약을 체결했다. 브레스트-리토프스크 조약은 러시아와 오스만 제국 간의 국경을 전쟁 전의 형태로 되돌리고, 바툼, 카르스, 아르다한 도시를 오스만 제국에 양도하도록 규정했다.
1918년 4월, 반 주의 아르메니아인들은 결국 철수하여 이란령 아제르바이잔 동쪽으로 후퇴했다. 1918년 초, 오스만 제3군은 공세로 전환했다. 반에서 후퇴하는 아르메니아인들은 아시리아인들과 합류하여 딜만 근처에서 저항했으나 우르미아 호수 근처 남쪽으로 계속 후퇴했다. 제3군은 그들을 추격하지 않았다.
1918년 6월 8일, 제4 군단이 타브리즈에 입성했다. 야쿱 셰브키는 반에서 온 4,000명의 아르메니아 의용군과 맞섰다. 그들은 샤흐타흐티-타브리즈 선을 뚫고 오자니안의 병력과 합류하는 것을 목표로 했다. 6월 15일, 제4 군단 12사단은 딜만 북쪽 전투에서 이 아르메니아 부대를 격파했다. 딜만 시는 6월 18일에 점령되었다. 6월 24일, 오자니안의 병력은 반대편 부대를 격파하고 코이 시를 포위하는 데 성공했다. 12사단이 구출에 나섰고 오자니안의 병력을 격퇴했다. 동시에 제4 군단 5사단은 1,500명 규모의 아르메니아군에 맞서 후퇴해야 했다. 남쪽에서는 7월 31일 우르미아가 제4 군단에 함락되었다. 7월 말까지 페르시아에서 영국군의 존재가 증가했고, 제9군의 진격은 멈추었다.
1918년 7월, 영국군은 메소포타미아 전역 동안 메소포타미아의 대부분과 이란령 아제르바이잔의 상당 부분을 점령했다. 이라크 바쿠바 근처에 아시리아 및 아르메니아 난민을 위한 대규모 캠프를 건설할 준비가 이루어졌다. 9월 말에는 바쿠바에 있는 아시리아 및 아르메니아 난민들로 인도 보병 대대와 같은 방식으로 4개 대대를 창설하기로 결정되었다. 2대대는 반의 아르메니아인들이, 3대대는 다른 지역의 아르메니아인들이 창설했다. 북페르시아군 사령관은 2대대를 센나에 배치하기로 결정했다. 3대대는 비자르로 이동했다.
1918년 9월까지 오스만군은 타브리즈와 카스피해 남부 해안 사이의 북페르시아에 대한 통제를 강화했다. 그러나 그들은 나머지 지역을 영국군에게 잃었다. 그들은 1918년 10월 30일 오스만 제국이 무드로스 휴전 협정을 체결하고 군사 작전이 종료될 때까지 이 영토를 유지할 것이다.
1918년, 페르시아 아시리아인의 약 절반이 튀르키예와 쿠르드족의 학살 및 관련 기근과 질병으로 사망했다. 아시리아 성직자와 영적 지도자의 약 80%가 사망하여, 민족이 단일체로 생존할 수 있는 능력에 위협이 되었다.

## 여파
제1차 세계 대전에서 오스만 제국이 패배한 후, 오스만 제국의 분할이 곧 뒤따랐다. 엔베르 파샤의 정치적 비전 ("러시아군이 페르시아의 주요 도시에서 패배한다면 그들을 이 지역에서 쫓아낼 수 있다")은 러시아군과 바흐티아리 부족군이 1920년에 상륙하여 친튀르키예 마즐리스를 해산시키면서 실패했다. 이 전역의 즉각적인 결과는 앵글로-페르시아 협정으로, 이는 앵글로-페르시아 석유 회사에 석유 시추권을 부여했다. 이 조약은 영국 외무장관 커즌 경이 1919년 8월 페르시아 정부에 전달했다. 이 조약은 이란 유전 접근권을 영국에 보장했다. 1919년, 북페르시아는 윌리엄 에드먼드 아이언사이드 영국 장군에 의해 무드로스 휴전 협정의 조건을 강제하기 위해 점령되었다. 영국 정부는 또한 이란에 대한 보호령을 수립하려 했으며, 점점 더 수익성이 높아지는 페르시아 유전에 대한 통제를 강화하려 했다.
1920년 후반, 라슈트의 소련 사회주의 공화국은 "1,500명의 잔갈리, 아르메니아인, 그리고 이번에는 쿠르드족과 아제르바이잔인이 자신들의 편에 선 게릴라 부대"로 테헤란으로 진격할 준비를 하고 있었으며, 소련 붉은 군대의 지원을 받았다. 그러나 소련군은 1921년에 철수했는데, 이는 영국이 보호령을 수립하려는 목표를 달성하는 데 도움이 되었다. 그 해에 군사 쿠데타로 페르시아 코사크 여단의 페르시아 장교이자 새로운 팔라비 왕조(1925년)의 세습 샤인 레자 칸이 정권을 잡았다. 레자 샤는 마즐리스의 권력을 축소하여 사실상 고무 도장으로 만들었다. 레자 칸과 그의 코사크 여단이 테헤란을 장악하는 동안, 모스크바의 페르시아 특사는 볼셰비키와 페르시아에서 소련군을 철수시키는 조약을 협상했다. 1921년 쿠데타와 레자 칸의 부상은 영국 정부의 도움을 받았는데, 영국 정부는 볼셰비키가 이란에 침투하는 것을 막기를 원했으며, 특히 이것이 영국령 인도에 제기하는 위협 때문이었다. 이후 영국 정부는 영국이 레자 군대에 "탄약, 보급품, 그리고 급여"를 제공했다고 주장했다. 그러나 레자 샤의 이후 반영국적 행동들, 예를 들어 이란에서 영국 정부의 꼭두각시인 셰이크 하자알과 싸워 해임시킨 것 등은 이러한 주장과 강력하게 모순된다.

## 같이 보기
- 오스만 제국의 페르시아 침공 (1906년)
- 영국-소련의 이란 침공
- 아르메니아인 집단학살
- 아시리아인 집단학살
- 캅카스 전역
- 이란의 군사사
- 페르시아 기근 (1917년-1918년)
- 러시아-페르시아 전쟁
- 튀르키예-페르시아 전쟁
- 스웨덴의 페르시아 개입
- 영국의 부셰르 점령

### 참고 문헌
- Majd, Mohammad Gholi (2003). 《Persia in World War I and Its Conquest by Great Britain》. University Press of America. ISBN 0-7618-2678-5.
- Atabaki, Touraj, 편집. (2006). 〈Chapter 5〉. 《Iran and the First World War: Battleground of the Great Powers》. Library of modern Middle East studies, 43. London; New York: I.B. Tauris. ISBN 978-1-86064-964-6.
  - Bruinessen, Martin. "A Kurdish warlord on the Turkish-Persian frontier in the early Twentieth century: Isma'il Aqa Simko". In Atabaki (2006).
- Edward J. Erickson. "Ordered to Die: A History of the Ottoman Army in the First World War". Greenwood Publishing Group, 2001.
- Pasdermadjian, Garegin; Aram Torossian (1918). 《Why Armenia Should be Free: Armenia's Role in the Present War》. Hairenik Pub. Co. 45쪽.
- Northcote, Dudley S. (1922). “Saving Forty Thousand Armenians”. 《Current History》 (New York Times Co.). 2008년 12월 12일에 확인함.
- Austin, H. H. (1920). 《The Baqubah Refugee Camp》. ISBN 978-1-59333-401-7.
- Moberly, F. J. (1987) [1929]. 《Operations in Persia 1914–1919》. History of the Great War based on Official Documents by Direction of the Committee of Imperial Defence Imperial War Museum facsimile ofe confidential 1929 printing판. London: HMSO. ISBN 0-11-290453-X.
- Atabaki, Touraj (ed.) (2006). Iran and the First World War: Battleground of the Great Powers. New York: I.B.Tauris. ISBN 1-86064-964-5, ISBN 978-1-86064-964-6.
- Bati, Alum. 1918: Azerbaijan at War – a two-part article on Azerbaijan and Dunsterforce in 1918, for Part 1 see http://www.visions.az/en/news/661/cc10060a/; for Part 2 see http://www.visions.az/en/news/686/ecbd8399/
- A.J. Barker, The Neglected War: Mesopotamia, 1914–1918 (Faber and Faber, 1967)
- Paul Knight: The British Army in Mesopotamia, 1914–1918 (McFarland, 2013, ISBN 978-0786470495)